# Shelter (álbum)
Shelter é o quarto álbum de estúdio da banda francesa Alcest, lançado em 17 de janeiro de 2014.

## Faixas
| Nº  | Título                    | Duração |
| --- | ------------------------- | ------- |
| 01. | "Wings"                   | 1:32    |
| 02. | "Opale"                   | 4:56    |
| 03. | "La Nuit Marche avec Moi" | 4:58    |
| 04. | "Voix Sereines"           | 6:44    |
| 05. | "L'Éveil des Muses"       | 6:49    |
| 06. | "Shelter"                 | 5:29    |
| 07. | "Away"                    | 5:02    |
| 08. | "Délivrance"              | 10:06   |

### Edição Limitada (faixa bônus)
| Nº  | Título         | Duração |
| --- | -------------- | ------- |
| 09. | Into the Waves | 6:31    |

## Créditos
- Neige – Vocal, Guitarra, Baixo e Sintetizador
- Winterhalter – Bateria

### Músicos adicionais
- Amiina – Cordas
- Hildur Ársælsdóttir – Violino
- Neil Halstead – Voz em "Away"
- Billie Lindahl – Coro e Vocal
- Edda Rún Ólafsdóttir – Viola
- Maria Huld Markan Sigfúsdóttir – Violino
- Sólrún Sumarliðadóttir – Violoncelo

### Outros
- Birgir Jón Birgisson – Mixagem e Produção
- Elisabeth Carlsson – Assistente
- Andy Julia – Imagem
- William Lacalmontie – Fotografia
- Joe LaPorta – Masterização
- Metastazis – Layout
- MK – Produção
- Antoine Nouel – Assistente
- Valnoir – Layout